# ТКБ-0247
ТКБ-0247 (от Тульское Конструкторское Бюро, образец № 0247) — опытный российский пистолет-пулемёт, разработанный под боеприпас 7Н21 в Тульском конструкторском бюро ЦКИБ СОО конструктором В. В. Злобиным. Работа над оружием была начата в 1998 году в инициативном порядке.

## Конструкция
По типу автоматики ТКБ-0247 относится к оружию с инерционным запиранием канала ствола массивным затвором. В целях уменьшения габаритов эта деталь выполнена набегающим на ствол, что ведёт также к увеличению длины его хода, что, в свою очередь, способствует снижению темпа стрельбы до 707 выстрелов в минуту. УСМ куркового типа с так называемым «перехватом» курка. Питание патронами производится из двурядного секторного магазина на 30 патронов. Прицельные приспособления: открытый диоптрический прицел с установками для стрельбы на дистанции 100 и 200 метров. Допускается ведение огня в одиночном и автоматическом режиме. Стрельба производится при переднем положении затвора («с переднего шептала»). Отражение стреляных гильз идет вправо-вверх.